# Vasil Tupurkovski
Vasil Tupurkovski (mak. Васил Тупурковски; Skoplje, 8. travnja 1951.) je makedonski političar, pravnik i bivši član predsjedništva SFRJ. Tupurkovski govori engleski, makedonski,  grčki, srpski, ruski i španjolski jezik.

## Životopis
Rođen je u Skoplju, gdje je diplomirao pravo. Magistrirao je usporedno pravo (Comparative law) 1973. u Michiganu (SAD), da bi 1976. godine, u svojoj 25. godini doktorirao na pravnom fakultetu u Skoplju kada je postavljen za izvanrednog profesora međunarodnog javnog prava, da bi od 1981. radio kao redoviti profesor.
 
Bio je predsjednik Saveza socijalističke omladine Jugoslavije od 1979. - 1980. a od  1980. – 1982. bio je predsjednik košarkaškog saveza Jugoslavije.
 
Između 1986. – 1989. bio je član predsjedništva SKJ, a od 1989. – 1992. radi kao član predsjedništva SFRJ. On je pored Bogića Bogićevića, člana predjedništva Bosne i Hercegovine, bio jedini član koji je izabran glasom naroda (80% glasova) ostali članovi su izglasani u republičkim parlamentima. Njih dvojica su, pored Drnovšeka, Mesića i Riza Sapunxhiua, 1991. glasovali protiv uvođenja izvanrednog stanja u Jugoslaviji.

## Rat u Sloveniji
Tijekom sukoba u Sloveniji 1991. Tupurkovski je zajedno s Bogićevićem vodio pregovore između slovenske TO i jedinica JNA.